# 나이팅게일 선서

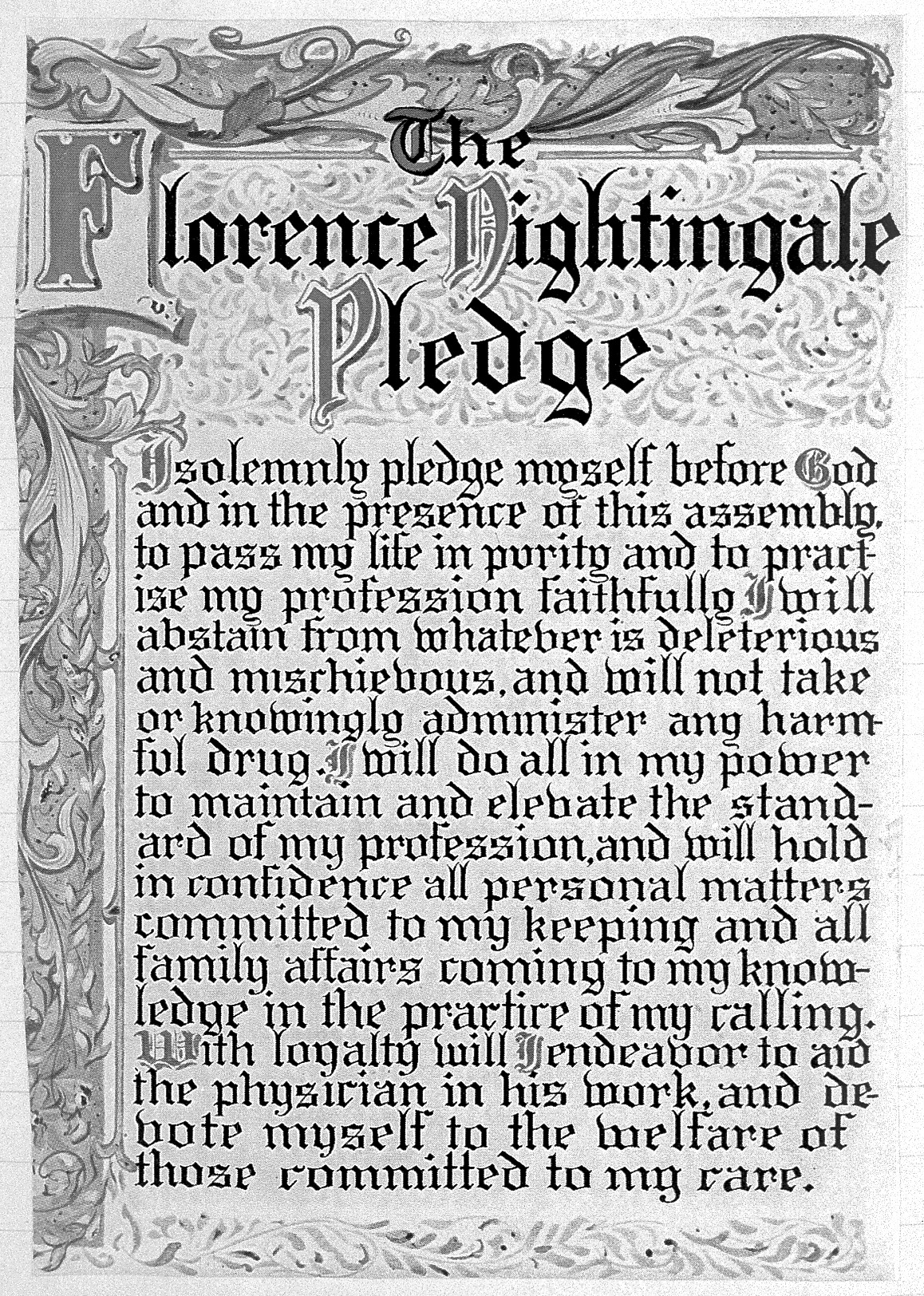

나이팅게일 선서(Nightingale Pledge)는 간호사로서 헌신해야 할 윤리 & 간호원칙을 담은 선서문으로, 희생 · 봉사 · 장인 정신이 담겨져 있다. 초창기 간호윤리강령이 형성되는 데에 큰 영향을 미쳤다.

## 전문
나는 일생을 의롭게 살며 전문간호직에 최선을 다할 것을 하느님과 여러분 앞에 선서합니다.

나는 인간의 생명에 해로운 일은 어떤 상황에서도 하지 않겠습니다.

나는 간호의 수준을 높이기 위하여 전력을 다하겠으며, 간호하면서 알게 된 개인이나 가족의 사정은 비밀로 하겠습니다.

나는 성심으로 보건의료인과 협조하겠으며, 나의 간호를 받는 사람들의 안녕을 위하여 헌신하겠습니다.

## 역사
1893년 미국의 간호사 리스트라 그레터와 파랜드 간호학교의 교수진들이 히포크라테스 선서를 참고하여 초안을 작성하였다. 선서의 이름은 근대 간호학의 토대를 다진 플로렌스 나이팅게일에서 따왔다. 1935년 선서의 일부 내용이 개정되어 의사의 조력자로서의 간호사의 역할이 명시되었다. 또한 환자 옆에서 케어하는 것에 국한된 복지(welfare)라는 표현 대신 광의의 건강(health) 개념이 명시되었다. 이후 다양한 형태로 변형되어 사용되었다.

### 한국어 번역
대한간호협회에서 한국어 나이팅게일 선서 표준 번역문안을 만들어 1988년 2월 12일 확정하였다.

## 선서식
나이팅게일 선서가 만들어진 이후 북미에서 졸업식(pinning ceremony) 등의 행사에 선서를 낭독하는 선서식을 시행하였다.

### 대한민국의 나이팅게일 선서식
대한민국의 경우 간호학과 실습에 나가기 전 (보통 2학년이나 3학년 때) 나이팅게일 선서식을 실시하게 된다. 간호사로서 필요한 기초간호학 수업을 마치고 임상 현장에 실습을 나가기 전, 간호학도들은 선서식을 통하여 전문직업인으로서의 간호사의 정체성을 가지는 계기를 갖는다. 많은 경우 선서의 낭독과 함께 촛불, 나이팅게일 휘장, 간호 복장 등 다양한 상징물을 착용하여 선서식을 거행한다. 촛불은 나이팅게일의 등불 및 간호정신을 상징하는 의미를 가진다. 이러한 의례는 간호사로서의 신념과 가치를 다질 수 있는 하나의 계기가 된다.

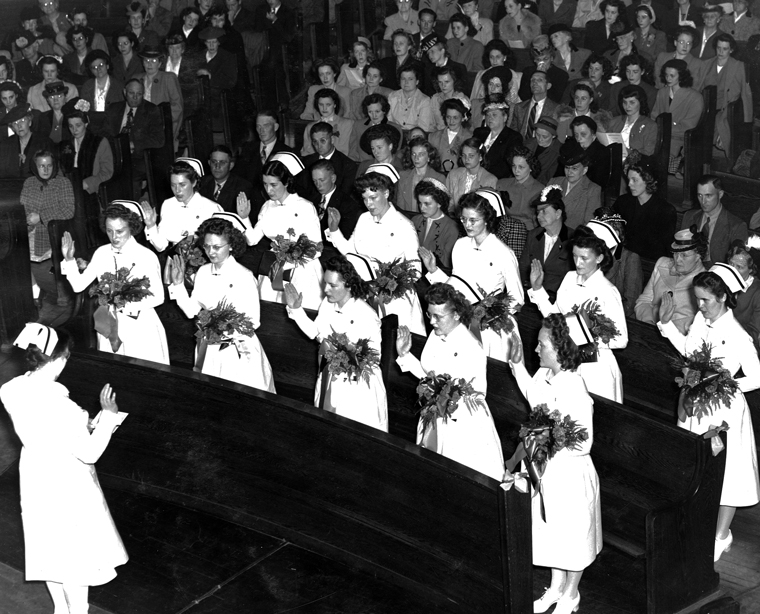
나이팅게일 선서중인 간호사들 (1947)

## 비판
나이팅게일 선서는 현대의 시대적 상황과 맞지 않는 부분이 있어 꾸준히 비판받고 있다. 1935년의 개정판에 사용된 의사-간호사 관계는 간호사의 자율성을 강조하는 현대 간호학의 입장에서 비판받는다. 선서의 종교적인 색채 역시 논의되는데, 특히 플로렌스 나이팅게일 본인부터 종교와 분리된 직업적인 간호를 주장했다는 점에서 비판의 대상이 되고 있다., 나이팅게일이 쓰지도 않았고 관여하지 않았고, 아무 상관이 없는 오해의 소지가 많은 선서고. 제목부터가 여러 사람들에게 나이팅게일이 직접 썼다는 오해를 불러 일으키기 좋다. 특히나 저 첫줄의 경우부터 성경과도 맞지 않고(사 64:6 마 5:34 요일 2:15-16, 롬 3:10 등) 전통적인 교리가 아닌 이단적인 교리가 있는 첫줄 중에 하나이다. 또한 여성주의 관점의 연구자들은 원문에 사용된 순결함(purity), 충실함(faithfulness) 등의 표현이 지나치게 수동적임을 비판하고 있다.
이러한 비판에 의해 나이팅게일 선서의 원문을 수정하여 사용하는 경우가 많아졌고, 한국어 번역 역시 이와 같은 시각을 반영하였다.

## 같이 보기
- 돌봄
- 히포크라테스 선서
- 수의사 선서
- 리스본 선언